# Karib'il Watar
Karibʾīl Watar I ibn Dhamarʿali, o Karibʾīl Watar il Grande, figlio di Dhamarʿali, è stato il sovrano sabeo più importante dell'antico regno di Saba, nell'Arabia meridionale, all'inizio del VII secolo a.C.

## Fonti archeologiche
- piccole iscrizioni sulle mura occidentali e nord-ovest dell'Araratum (oggi al-Asahil) e Katalum, a 50 km da Ma'rib,
- una stele nel tempio del Jebel al-Lawdh, nella zona nord-occidentale di al-Jawf,
- una stele di delimitazione del terreno, vicino Ma'rib,
- due lunghi resoconti, RES 3945 e RES 3946, rinvenuti della corte interna del tempio di Almaqah, a Sirwah, costruito da Yada'il Dharih I, e la cui prima copia è dovuta al noto archeologo Eduard Glaser. Il primo testo racconta la costruzione delle opere d'irrigazione e le campagne militari; il secondo parla dei lavori di edificazione e dei terreni acquisiti dall'opera dell'uomo.

Altre testimonianze riguardanti il sovrano sono ancora oggetto di studio e valutazione..

## Cronologia
Fritz Hommel lo identificò alla fine del XIX secolo come il Karibilu evocato nelle Cronache assire (rovine di Akitu ad Assur) nell'anno 685 a.C. come importante tributario del sovrano assiro Sennacherib (705 a.C.-680 a.C.). Altri specialisti, tra cui Nikolaus Rhodokanakis, hanno notato l'esistenza di numerosi detentori del titolo onorifico di Mukarrib e del nome di Karibʾīl Watar ibn Dhamarʿali, tra il VII e il V secolo a.C.

## La guerra contro il Regno di Awsān
Il regno di Awsān, aveva conquistato gran parte dei territori dei due piccoli regni vassalli del regno di Saba: l'Hadramawt e il Qataban. Karibʾīl Watar intraprese quindi una spedizione vero SO: Sa'd, Nuqbat, Maʿāfir, Zabir, Zulm, Arway, Dhubhan et Shargab (tra l'attuale Sana'a e la regione di Bab el-Mandeb), uccidendo 3000 nemici e facendo 8000 prigionieri.
Poi si ebbe la vera guerra contro Awsān. Col sostegno dell'Hadramawt, del Qataban e delle città del Haram, e probabilmente Kaminahu, attraversò Wusr, il cuore d'Awsān, da ovest a est, poi volse verso nord, nel Gurdan che apparteneva all'Hadramawt, oggi Wadi Jirdan. Solo allora l'esercito sabeo inflisse una disfatta al re di Awsān, vicino alla città costiera di Dathina, che distrusse. L'ultima sconfitta la inflisse a Muratta, re di Wusr, di cui distrusse il palazzo chiamato Maswar, eliminandone le iscrizioni.
Benché la regione occidentale di Awsān lo avesse visto trionfare già nella prima campagna militare, Karib'il Watari riprese una nuova spedizione in questa direzione e distrusse i domini di Dahas e di Tubanay, a nord di Aden, e annetté Dathina, affidando l'Awd all'antico re Dahas.
Poi il rapporto dà un lungo elenco di città e di territori di Awsān annessi. Il cuore di Awsān entrò a far parte dei domini di Saba, e gli alleati Hadramawt e Qataban ripresero possesso dei loro territori occupati anticamente da Awsān.

## Successive campagne
La prima fu condotta contro Kahad di Sawt, nella parte occidentale dell'Hadramawt.
Con l'appoggio delle città-Stato del Jawf, di Haram e di Kaminahu, attaccò il comune vicino Nashan, suo antico alleato, e lo distrusse dopo due anni di assedio, così come due altre oasi di al-Jawf. Questa campagna militare è anche nota grazie a un'iscrizione dedicatoria di un tempio nel Haram, in cui un certo Ḥnbṣm bin Ḥlwm'm dice che il re di haram l'ha incaricato - sotto la guida del signore haramita, di combattere contro Awsān e Nashan.
In una seconda campagna, assediò Nashan e la città vicina di Nashq per tre anni, e la sconfisse. I suoi territori ricevuti da Saba furono confiscati, le città che dipendevano da Nashan furono annesse a Saba, i muri rasi al suolo e il palazzo reale, l'Afrawu, di Nashan fu distrutto. Fu edificato, in mezzo alla città, un santuario dedicato al dio lunare sabeo Almaqah e i Sabei furono insediati nella città. I re alleati, Yadhmurmalik di Haram, e Nabat'aliy di Kaminahu, vennero ricompensati col sistema d'irrigazione che era stato predisposto da Nashan. Nashq fu nuovamente fortificata e abitata dai Sabei. Le città di Yadhun, Guzbatne e 'Arab, non sono state invece localizzate, come anche Sabl, Haram e Fanananqui, a nord di Sana'a.
L'ultima spedizione fu diretta contro tre possedimenti di Najrān, Muha'mir, Amir e Awhab: cosa che consentì a Saba d'impadronirsi dell'oasi di Najran e di controllare il punto di partenza della cosiddetta "Via dell'incenso". Se il tributo agli Assiri è attribuibile a questo sovrano, ciò potrebbe significare il raggiungimento di un accordo internazionale riguardante la "Via dell'incenso".

## Attività non militari
Karib'il Watar avviò anche un gran numero di lavori pubblici, fra cui la riparazione e l'ampliamento dei sistemi irrigativi avanzati della capitale sabea di Ma'rib.
Consolidò del pari un gran numero di città nel regno di Saba, di Awsān, nelle parti anticamente occupate da Awsān del Qataban e del Jawf.
Diresse l'ampliamento del palazzo Sahl e probabilmente del palazzo Salhin di Ma'rib.